# HD42777
HD42777 — хімічно пекулярна зоря спектрального класу A0, що має видиму зоряну величину в смузі V приблизно  9,2.
Вона  розташована на відстані близько 1430,5 світлових років від Сонця.

## Пекулярний хімічний вміст
Зоряна атмосфера HD42777 має підвищений вміст 
Eu
.